# 加薩的波斐利
聖波斐利（希臘語：Πορφύριος，約347年—420年2月26日），曾任加薩（舊譯迦薩）主教，他的知名事蹟大多以顯現奇蹟使非基督徒居多的加薩地區改宗基督信仰為主。他在天主教會及正教會都被奉為聖人。

## 生平
今日關於波斐利的記載大多出自於早期基督徒作家執事馬爾谷所著的傳記《Vita Porphyrii》，他原籍馬其頓的德薩洛尼的富有人家，25歲時看破世俗決定隱修。由於他的品格而獲得極大的名聲最後被找去當加薩的主教，由於主導他接任加薩主教的凱薩利亞地區的主教知道波斐利不會接受此任命，因此藉口請他前往加薩以便討教教義，波斐利到了後就被幾個加薩人抓住在半被迫下完成了主教任命儀式。